# Jarmila Štěpková
Jarmila Štěpková (* 7. Januar 1926 in Prag;  † 12. Oktober 1997 ebenda) war eine tschechoslowakische beziehungsweise tschechische Arabistin, die vor allem auf dem Gebiet der orientalischen Numismatik aktiv war.

## Leben und Leistungen
Jarmila Štěpková begann 1945 mit dem Studium der Arabistik und der Islamwissenschaften an der Karls-Universität Prag. Zu ihren Mitstudenten gehörten Karel Petráček und Ivan Hrbek. 1952 schloss sie ihr Studium mit der Promotion für Semitische Philologie mit einem Schwerpunkt auf Arabienwissenschaften und in Orientalischer Geschichte ab. Im Jahr darauf begann sie als Wissenschaftliche Aspirantin in der Numismatischen Abteilung des Tschechischen Nationalmuseums in Prag zu arbeiten, seit 1957 als Wissenschaftliche Mitarbeiterin. 1958 verteidigte sie eine weitere Arbeit und wurde Kandidatin der Wissenschaften. 1962 wechselte Štěpková an das ethnologische Zweigmuseum für außereuropäische Kulturen des Nationalmuseums, das Náprstek-Museum, wo sie bis 1989 als Kuratorin der numismatischen Sammlung wirkte. Durch den Erwerb der Sammlung von Bedřich Augst (1889–1972) im Jahr 1963 betreute sie eine international bedeutende Sammlung in diesem Bereich, die nach dieser Erwerbung zielgerichtet erweitert wurde. Bei ihrem Ausscheiden umfasste die Sammlung 13.000 Münzen. Ihr Nachfolger wurde ihr akademischer Schüler Vlastimil Novák (1964–2020).
Da in den 1960er und 1970er Jahren enge Verbindungen zum Berliner Münzkabinett auf der Museumsinsel bestanden, bearbeitete Štěpková dort über mehrere Jahre für jährlich mehrere Wochen als Gastkuratorin die orientalische Münzsammlung, da es für diesen Bereich keine geeigneten Mitarbeitenden am Museum gab. Erst mit der Anstellung von Hermann Simon konnte diese Stelle ab 1975 für zumindest zehn Jahre besetzt werden, nachdem sie nach dem Ausscheiden von Heinrich Nützel seit 1927 vakant gewesen war. Štěpková, die auf privater Ebene auch gut mit Simons Eltern Heinrich Simon und Marie Jalowicz Simon befreundet war, gab diesem auch die Empfehlung für sein Promotionsthema, die Publikation der in Babylon gefundenen sassanidischen Münzen.
Als Numismatikerin beschäftigte sich Štěpková mit den verschiedenen orientalischen Prägungen, insbesondere denen der arabischen und islamischen Staaten, aber auch des vorislamischen Iran. Ihr Spezialgebiet waren die Münzen der Umayyaden. Daneben übersetzte sie Werke arabischer Autoren ins Tschechische und forschte zu Problemen der arabischen Sprache und Philosophie.

## Publikationen (Auswahl)
- Übersetzung: Avicenna: Kniha definic. SNPL – Státní nakladatelství, Prag 1954.[3]
- 2500 let íránského mincovnictví. Národní galerie Praha, Prag 1971.[4]